# 青木善平
青木善平（あおき ぜんぺい、天保10年〈1839年〉 - 明治4年1月6日〈1871年2月24日〉）は、江戸時代末期（幕末）の福岡藩士。英学者。教育者。

## 生涯
福岡藩士藤井宅之進の子として筑前国博多に生まれ、福岡藩の蘭学者安部龍平の養子となる。幼名は菊次郎。
安政2年（1855年）養父龍平の跡目を継ぎ、龍平を名乗り、福岡藩合薬製作所手伝となる。万延元年（1860年）安部家が断絶し、青木善平と改名。
文久2年（1862年）松下直美らと長崎遊学を果たし、さらに慶応3年（1867年）藩の留学生として、同じ福岡藩の平賀義質、本間岩吉、井上良一、船越慶次、松下直美らとともに、アメリカ船コロラド号で渡米し、ハーバード大学に学んだ。
帰国後、明治2年（1869年）旧姓に復し安部忠吉と改名（明治3年（1870年）5月との記載もあり）。明治3年（1870年）松下直美の提言により、藩校修猷館（現・福岡県立修猷館高等学校）内に洋学館が開設されると、招かれて教授となり、英語を講義した。